# بنجامین اسپرادلی
بنجامین اسپرادلی (انگلیسی: Benjamin Spradley; ۱۸ ژانویه ۱۸۷۹ – نامشخص) بوکسور اهل ایالات متحده آمریکا بود.